# Tucano-Sprachen

Östliches Tukano (pink), Zentral Tukano (gelb) und westliches Tukano (blau), die Punkte zeigen das heutige Vorkommen der Tukano-Sprachen. Die schattierten Gebiete das Vorkommen vor dem 20. Jahrhundert

Die Tucano-Sprachen (auch Tukanoa-Sprachen) sind eine Sprachfamilie, die zu den indigenen Sprachen Südamerikas gehört. Sie umfasst 25 Einzelsprachen, die im Nordwesten Amazoniens auf dem Territorium Kolumbiens, Brasiliens, Ecuadors und Perus gesprochen werden. Benannt ist sie nach der Sprache Tucano.

## Gliederung
In runden Klammern ist jeweils das Hauptverbreitungsgebiet angegeben.
- West-Tucano:
  - Nord:
    - Coreguaje:
      - Koreguaje [coe] (Kolumbien)

    - Siona-Secoya:
      - Macaguaje [mcl] (Kolumbien)
      - Secoya [sey] (Ecuador)
      - Siona [snn] (Ecuador und Kolumbien)

    - Tama:
      - Tama [ten] (Kolumbien)

    - Tetete:
      - Tetete [teb] (Ecuador)

  - Süd:
    - Orejón [ore] (Perú)

  - Tanimuca:
    - Tanimuca-Retuarã [tnc] (Kolumbien)
- Zentral-Tucano:
  - Cubeo [cub] (Kolumbien)
- Ost-Tucano:
  - Zentral:
    - Bara:
      - Waimaha [bao] (Kolumbien)
      - Pokangá [pok] (Brasilien)
      - Tuyuca [tue] (Kolumbien)
      - Yurutí [yui] (Kolumbien)

    - Desano:
      - Desano [des] (Brasilien)
      - Siriano [sri] (Kolumbien)

    - Süd:
      - Barasana [bsn] (Kolumbien)
      - Macuna [myy] (Kolumbien)

    - Tatuyo:
      - Carapana [cbc] (Kolumbien)
      - Tatuyo [tav] (Kolumbien)

  - Nord:
    - Arapaso [arj] (Brasilien)
    - Guanano [gvc] (Brasilien)
    - Piratapuyo [pir] (Brasilien)
    - Tucano [tuo] (Brasilien)

  - Unklassifiziert:
    - Yahuna [ynu] (Kolumbien)
- Miriti:
  - Miriti [mmv] (Brasilien)

## Sprecherzahlen
Die Sprecherzahlen der einzelnen Sprachen sind sehr gering, meist nur einige hundert.
Die größten Sprachen sind:
- Cubeo (ca. 6.200 Sprecher in Kolumbien und Brasilien)
- Tucano (ca. 4.600 Sprecher in Brasilien und Kolumbien)
- Coreguaje (ca. 2.000 Sprecher in Kolumbien)

Die folgenden Sprachen sind bereits ausgestorben:
- Macaguaje
- Miriti
- Tama
- Tetete
- Yahuna

## Sprachliche Charakteristika
Die Tucano-Sprachen zeichnen sich u. a. aus durch:
- prosodische Nasalität
- distinktive Tonhöhe
- Genus: viele Nominalklassen
- Grundwortstellung Subjekt-Objekt-Verb (SOV), selten Objekt-Verb-Subjekt (OVS)